# Bonnie Shimko
Bonnie Shimko é um autor de duas novelas destinadas a jovens e adultos.

## Biografia
Depois de trinta e três anos sendo professor, graduado duas vezes, Bonnie Shimko se aposentou e começou a escrever. Sua primeira novela, "Letters in the Attic", ganhou um Prêmio Literário Lambda. A novela foi escrita em 2002 e seu público é para todas as idades. Shimko vive em Plattsburgh, em Nova Iorque, Estados Unidos.

## Trabalhos
- Letters in the Attic (2002)
- Kat's Promise (2006)